# Sisak (Kroatië)
Sisak (Kajkavisch en Sloveens: Sisek; Hongaars: Sziszek; Duits: Sissek; Latijn: Siscia; Oudgrieks: Σισκία of Siskía, Σεγέστα of Segésta en Σεγεστική of Segestikḗ; Keltisch en Illyrisch: Segestica of Segesta) is een Kroatische stad ten zuiden van Zagreb. Het is de hoofdstad van de provincie Sisak-Moslavina. In 2001 bedroeg het inwonertal 52.236. De stad ligt aan de Sava, bij de monding van de Kupa. Sisak is het centrum van de Kroatische metaalindustrie en heeft een olieraffinaderij.

## Geschiedenis
Sisak is een oud-Romeinse stad, die vroeger Siscia heette. Siscia was de grootste stad in de regio, hoofdstad van de provincie  Pannonia Savia, waarschijnlijk vanwege de samenvloeiing van de Kupa en de Sava in dit gebied. De beschermheilige van de stad, Sint-Quirinus was ook de eerste bisschop van Sisak. Hij werd tijdens de christenvervolging onder het leiderschap van Diocletianus gemarteld en bijna vermoord. Volgens de legende werd hij vastgebonden aan een molensteen en in de rivier gegooid, maar hij maakte zichzelf los, vluchtte en ging door met de verspreiding van het christendom.
Later werd Sisak bekend door de vele grootse slagvelden tussen de Europeanen en de Ottomaanse Turken. Vooral de slag in 1593, toen het Turkse leger voor het eerst geconfronteerd werd met een grote overwinning van haar vijand. Toma Bakač Erdedi die bevel had over de verdediging werd na deze veldslag beroemd in Europa.
In 1862 kreeg de stad aansluiting op het spoorwegnet (naar Zagreb en Zidani Most). In 1874 werd aan Sisak de status van Vrije Koninklijke Stad verleend.
De status van industriestad werd na de Tweede Wereldoorlog onderstreept met de vestiging van een filiaal van de Universiteit van Zagreb, de faculteit voor metallurgie (1952).

## Plaatsen in de gemeente
Blinjski Kut, Budaševo, Bukovsko, Crnac, Čigoć, Donje Komarevo, Gornje Komarevo, Greda, Gušće, Hrastelnica, Jazvenik, Klobučak, Kratečko, Letovanci, Lonja, Lukavec Posavski, Madžari, Mužilovčica, Novo Pračno, Novo Selo, Novo Selo Palanječko, Odra Sisačka, Palanjek, Prelošćica, Sela, Sisak, Stara Drenčina, Staro Pračno, Staro Selo, Stupno, Suvoj, Topolovac, Veliko Svinjičko, Vurot en Žabno

## Geboren
- Quirinus van Sisci (leefde rond 300 n.Chr) bisschop en martelaar
- Mario Garba (1977), voetballer
- Tomislav Gomelt (1995), voetballer

Steden (gradovi): Sisak · Glina · Hrvatska Kostajnica · Kutina · Novska · Petrinja

Gemeenten (općine): Donji Kukuruzari · Dvor · Gvozd · Hrvatska Dubica · Jasenovac · Lekenik · Lipovljani · Majur · Martinska Ves · Popovača · Sunja · Topusko · Velika Ludina
Bjelovar · Čakovec · Dubrovnik · Gospić · Karlovac · Koprivnica · Krapina · Osijek · Pazin · Požega · Rijeka · Šibenik · Sisak · Slavonski Brod · Split · Varaždin · Virovitica · Vukovar · Zadar · Zagreb